# Stanislava Hubálková
Stanislava Hubálková (16 de noviembre de 1934 - 8 de junio de 2013) fue una jugadora de baloncesto checoslovaca. Consiguió 5 medallas en competiciones oficiales con Checoslovaquia.